# Earophila obscurata
Earophila obscurata es una especie de polilla de la familia Geometridae. La especie fue descrita por primera vez por Barend Jan Lempke en 1950. Carece de descripción de su especie holotipo, poco se supo de esta polilla. El nombre fue borrado del Global Biodiversity Information Facility en febrero de 2018. En algunas bases de datos es puesta como sinonimia de Erannis defoliaria.